# Список особо охраняемых природных территорий Адыгеи
В списке особо охраняемых природных территорий (ООПТ) Республики Адыгея приведены все 20 действующих на 2021 год ООПТ.
К ООПТ федерального значения относятся один заповедник и один ботанический сад.
Сеть ООПТ регионального значения включает 3 природных парка, 2 заказника и 13 памятников природы.

## ООПТ федерального значения
| Название                                                   | Площадь                                                     | Местонахождение                                                                                        | Год учреждения                                   | Комментарий                                                                                                  |
| Государственные природные биосферные заповедники           | Государственные природные биосферные заповедники            | Государственные природные биосферные заповедники                                                       | Государственные природные биосферные заповедники | Государственные природные биосферные заповедники                                                             |
| ---------------------------------------------------------- | ----------------------------------------------------------- | --- | ------------------------------------------------ | --- |
| Кавказский заповедник                                      | 280335 га (из них 90335 га на территории Республики Адыгея) | Майкопский район, южная часть; верховья рек Белая, Киша, Курджипс; северная граница в 90 км от Майкопа | 1924                                             | Охрана природных комплексов северо-западных склонов Главного Кавказского хребта                              |
| Дендрологические парки и ботанические сады                 |                                                             | |                                                  | |
| Ботанический сад Адыгейского государственного университета | 10,8 га                                                     | Майкопский район, в излучине реки Курджипс в окрестностях хутора Красный мост                          | 2009 (1981 как дендрарий)                        | Интродукция растений в предгорную зону Адыгеи, сохранение генофонда эндемичных, редких и охраняемых растений |

## ООПТ регионального значения

### Природные парки Республики Адыгея
- Большой Тхач[1]
- Горная Адыгея (ранее — памятник природы «Верховья рек Пшеха и Пшехашха»)[1]
- Верховье реки Цица (ранее — памятник природы)[1]

### Заказники
- Майкопский ботанический заказник
- Кужорский ботанический заказник

### Памятники природы
- Хребет Буйный[1]
- Водопады ручья Руфабго
- Гранитное ущелье
- Гора Монах — водопады реки Кутанка
- Долина реки Сюк
- Долина аммонитов
- Естественные насаждения каштана посевного
- Каньон реки Аминовка
- Каньон ручья Мешоко
- Девичий камень
- Каньон реки Сахрай
- Массив самшита колхидского
- Хаджохская теснина